# Navios dos filósofos
Navios dos filósofos (ru: философский пароход) foi uma operação do governo bolchevique da Rússia Soviética, na qual intelectuais dissidentes foram expulsos do país em Setembro e Novembro de 1922. Lenin, o mandante da expulsão, descreveu este como um "expurgo de longo prazo da Rússia".

## Expatriação em 1922
O recém-estabelecido poder soviético tentou por todos os meios consolidar seu poder e nos primeiros anos de seu governo milhares de membros da oposição foram presos e fuzilados. Mais tarde, surgiu a ideia de se livrar de dissidentes expulsando-os para o exterior. "Navios dos filósofos" é o nome coletivo de pelo menos cinco navios com os quais, em 1922, intelectuais indesejados foram deportados para o exterior em grande número da Rússia soviética. No sentido mais estreito, o termo refere-se às viagens do navio de passageiros alemão Oberbürgermeister Haken em 29-30 de Setembro de 1922 e ao navio transportador de material ferroviário Prússia em 16-17 de Novembro de 1922, as 225 pessoas, incluindo 32 estudantes, foram enviadas de Petrogrado a Estetino (então Alemanha, atual Polônia). Já em 19 de Setembro de 1922, um navio a vapor com representantes da intelligentsia ucraniana zarpou de Odessa rumo a Constantinopla e em 18 de Dezembro de 1922, o navio Jeanne deixou Sebastopol seguindo para o mesmo destino.
Além dos "navios dos filósofos", houve outras expulsões de intelectuais por vias terrestres através da fronteira polonesa, para Alemanha, Letônia, Finlândia e Afeganistão.
As deportações foram realizadas por ordem direta de Lenin sem julgamento, uma vez que os exilados não poderiam ser formalmente acusados de qualquer delito. Lenin determinou o fuzilamento dos que tentassem retornar e, em carta a Stalin, em Junho daquele ano, escreveu: "Vamos limpar a Rússia de uma vez por todas". Trótski comentou sobre as ações de expulsão de 1922:
| “                                                                                           | \| Мы этих людей выслали потому, что расстрелять их не было повода, а терпеть было невозможно. \| Expulsamos essas pessoas porque não havia razão para matá-las, mas era impossível tolerá-las.[4] \| | ” |
| Мы этих людей выслали потому, что расстрелять их не было повода, а терпеть было невозможно. | Expulsamos essas pessoas porque não havia razão para matá-las, mas era impossível tolerá-las. |   |

Entre os intelectuais exilados à força nos "navios dos filósofos" em 1922, incluindo professores universitários e onze filósofos, estavam as seguintes personalidades conhecidas:
- Nikolai Berdiaev
- Valentin Bulgakov
- Sergei Bulgakov
- Ivan Ilyin
- Lev Platonovich Karzavin

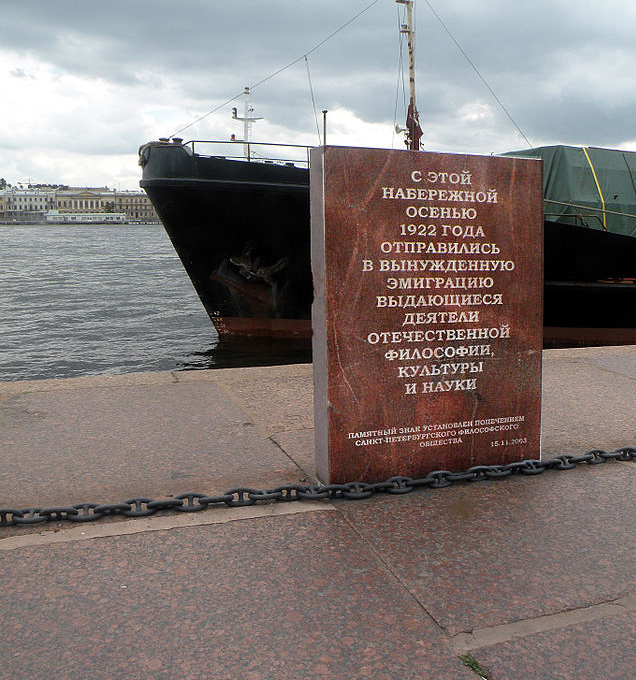
Placa de mármore na orla de São Petersburgo. Inscrição:
“Personalidades relevantes da filosofia, cultura e ciência russas foram expulsas deste lugar no outono de 1922. Placa patrocinada pela Sociedade Filosófica de São Petersburgo, inaugurada em 15 de novembro de 2003."

- Alexander Alexandrowitsch Kiesewetter
- Nestor Kotliarewski
- Dmitry Kuzmin-Karavayev
- Nikolay Lossky
- Venedikt Miakotin
- Mikhail Osorgin
- Pitirim Sorokin
- Sergei Yevgenyevich Trubetskoy
- Semyon Frank
- Fyodor Stepun
- Boris Vysheslavtsev

Entre as 224 pessoas exiladas estavam 43 médicos, 69 professores, estudantes e cientistas, 10 engenheiros, 7 advogados e juízes, 29 escritores, jornalistas, etc.

## Literatura
- Felix Philipp Ingold: Auf dem Philosophenschiff. A grande "operação" de Lênin contra a inteligência russa. In: Neue Zürcher Zeitung. (2000), p. 66.
- V. G. Makarov; V. S. Christoforov: Passažiry ‹filosofskogo parochoda›. (Sud'by intelligencii, repressirovannoj letom-osen'ju 1922g.). In: Voprosy filosofii Nr. 7 (600) 2003, S. 113-137 [alemão: Die Passagiere des ‹Philosophenschiffs›. (Os destinos da inteligência perseguida no verão/outono de 1922); contém uma lista de detalhes biográficos de todos os intelectuais exilados da Rússia entre 1922 e 1923]. Online.
- Felix Philipp Ingold: Aktion Philosophenschiff. In: Frankfurter Allgemeine Zeitung. 19 de dezembro de 2003 (Online).